# Cleistanthus pubens
Cleistanthus pubens är en emblikaväxtart som beskrevs av Airy Shaw. Cleistanthus pubens ingår i släktet Cleistanthus och familjen emblikaväxter. Inga underarter finns listade i Catalogue of Life.